# Lutherhaus (Bitterfeld)

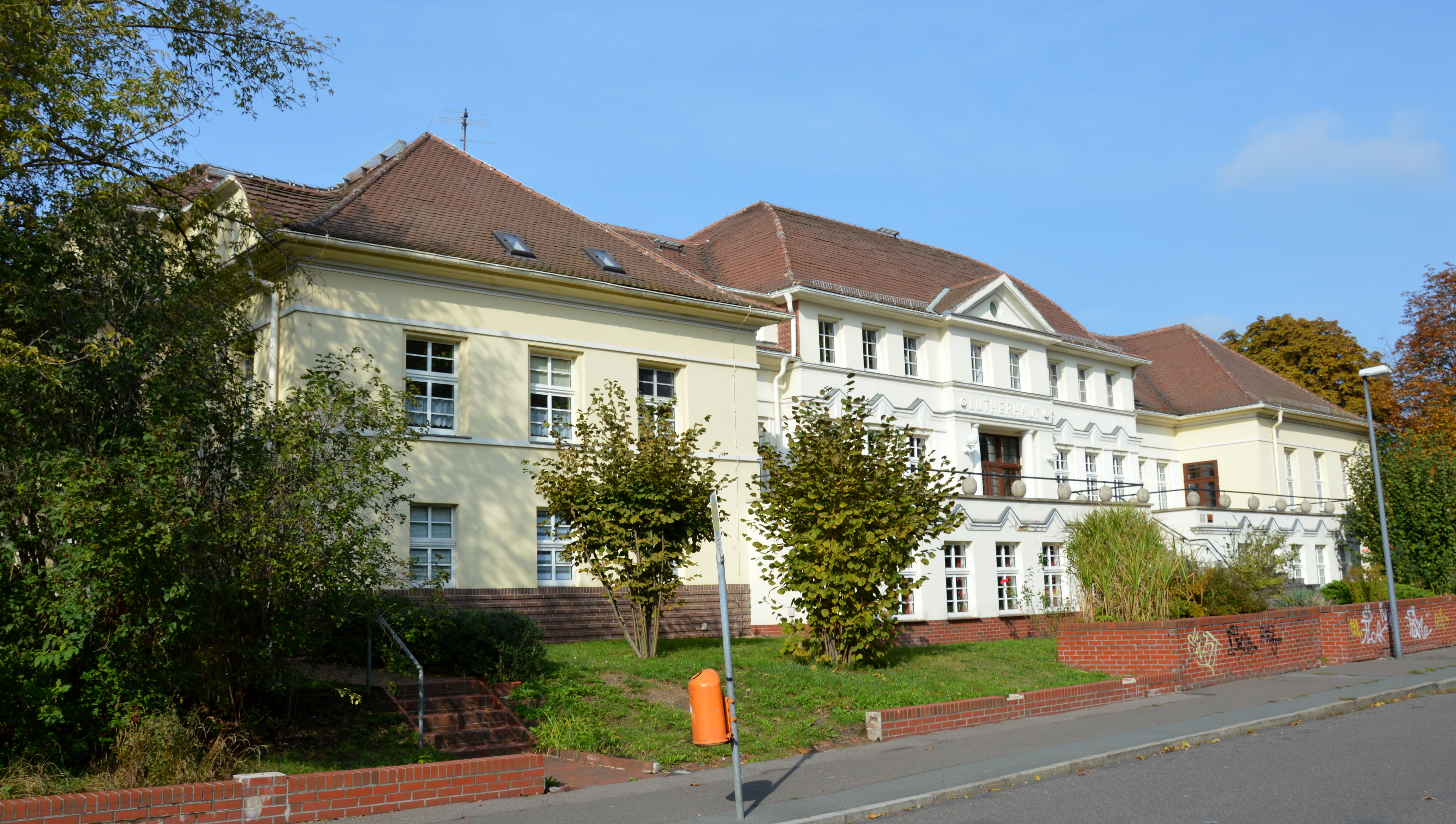
Lutherhaus

Das Lutherhaus ist ein denkmalgeschütztes Gemeindehaus der Evangelischen Kirche in Mitteldeutschland in Bitterfeld-Wolfen in Sachsen-Anhalt.

## Lage
Es befindet sich im Stadtzentrum von Bitterfeld an der Adresse Binnengärtenstraße 16.

## Architektur und Geschichte
Das Gemeindehaus entstand im Jahr 1927, nach anderen Angaben 1928, und orientiert sich in seiner Gestaltung an Schlössern aus der Zeit des Barock. Der zweigeschossige verputzte Bau wirkt monumental und ist dreiflügelig angelegt. Nordöstlich und südwestlich bestehen Seitenflügel, dazwischen der Hauptflügel, dem rückseitig eine Terrasse mit einer großen Freitreppe vorgelagert ist. Der Hauptflügel verfügt über einen markanten dreigeschossigen Mittelrisalit und wird von einem geschweiften Walmdach bedeckt. Die Fassade wird durch im Stil des Expressionismus gestaltete gezackte Gesimsbänder geprägt. 
Von 1990 bis 1992 wurde das Haus saniert und in Teilen umgebaut.
Im Haus befindet sich ein großer Saal für bis zu 150 Personen und ein Raum für bis zu 40 Personen.
Das Gemeindehaus beherbergt das Büro der örtlichen Kirchengemeinde und dient als Versammlungsort für verschiedene kirchliche und nicht kirchliche Gruppen. Außerdem besteht hier das Zentrum der offenen Kinder- und Jugendarbeit des Kirchenkreises Wittenberg. Darüber hinaus sind im Gebäude auch fünf Mietwohnungen untergebracht. Das Haus gilt als wichtiges Zeugnis der Sozialgeschichte.
Im örtlichen Denkmalverzeichnis ist das Gemeindehaus unter der Erfassungsnummer 094 17609 als Baudenkmal eingetragen.